# Тимуридское искусство
Тимуридское искусство — это художественный стиль, который образовался во время правления династии Тимуридов (1370—1507). Тимуридское искусство примечательно тем, что оно использовало и персидский, и китайский стили. После упадка империи Тимуридов этот художественный стиль продолжал оказывать влияние на другие культуры Передней и Центральной Азии.

## История
Тимуридская империя была основана Тимуром Хромым в 1370 году. После завоевания города Тимуриды обычно оставляли в живых местных ремесленников и депортировали их в Самарканд, столицу государства Тимуридов. В результате покорения Тимуридами Персии многие персидские художественные черты переплелись с монгольским искусством. Привлечение ремесленников из завоёванных Тимуром земель в Самарканд поспособствовало тому, что город стал одним из центров исламского искусства; потомки Тимура, в особенности его внук Улугбек, также покровительствовали искусству. Сын Тимура Шахрух перенёс столицу империи в Герат, который стал новым центром науки и культуры. Многие Тимуриды приняли персидскую культуру в качестве своей.

### Иллюстрации рукописей и настенные росписи
Тимуридское искусство вобрало и улучшило традиционную персидскую концепцию «Искусств Книги». Рукописи новых тимуридских художественных произведений делались на иллюстрированной бумаге (а не на пергаменте) и создавались художниками империи. Эти иллюстрации отличались своими богатыми цветами и изысканным дизайном. Благодаря качеству миниатюр в этих рукописях, «гератская школа [иллюстрации рукописей] часто считается апогеем персидской живописи», как заметила Сьюзан Елман из Метрополитен-музея.
Живопись не ограничивалась рукописями, поскольку многие тимуридские художники также создавали причудливые настенные росписи. Многие из этих росписей показывали пейзажи, характерные и для персидской, и для китайской художественной традиции. Хотя темы этих произведений были заимствованы из других культур, тимуридская настенная живопись в конце концов получила свой уникальный стиль. Монгольские художественные традиции не были полностью вытеснены: сильно стилизованные изображения человеческих фигур в тимуридском искусстве XV века продолжили эти традиции.

### Металлические изделия, керамика, художественная резьба
В империи Тимуридов производили качественные металлические изделия. Часто использовали такие материалы, как сталь, железо, медь, латунь или бронза; известны изделия из стали, инкрустированные серебром. После краха империи Тимуридов их традиции изготовления металлических изделий продолжили в империи Сефевидов.
Тимуридская керамика напоминала китайский фарфор. Резьба по жаду также присутствовала в тимуридском искусстве.

### Наследие
После упадка империи Тимуридов в конце XV века культурная традиция была частично продолжена в Османской, Сефевидской и Могольской империях.

## Галерея
- Эфес, вырезанный из жада. Эпоха Тимуридов. Метрополитен-музей, Нью-Йорк
- Состязание румского и китайского художников, разделённых завесой. Иллюстрация к поэме Низами Гянджеви «Искандер-наме» из сборника «Хамсе». Иран (?), империя Тимуридов, 1481 год. Художественный музей Уолтерс, Балтимор
- Кружка эпохи Тимуридов. Герат, XV век. Музей турецкого и исламского искусства, Стамбул
- Изделия из керамики, XIV век. Государственный музей истории Узбекистана, Ташкент